# Guadalupe (Panama)
Guadalupe è un comune (corregimiento) della Repubblica di Panama situato nel distretto di La Chorrera, provincia di Panama. Si estende su una superficie di 24,9 km² e conta una popolazione di 34.242 abitanti (censimento 2010).